# Euphorbia dawei
Euphorbia dawei N.E.Br. es una especie fanerógama perteneciente a la familia Euphorbiaceae. Es endémica de República Democrática del Congo, Uganda, Tanzania, Burundi y Ruanda.  

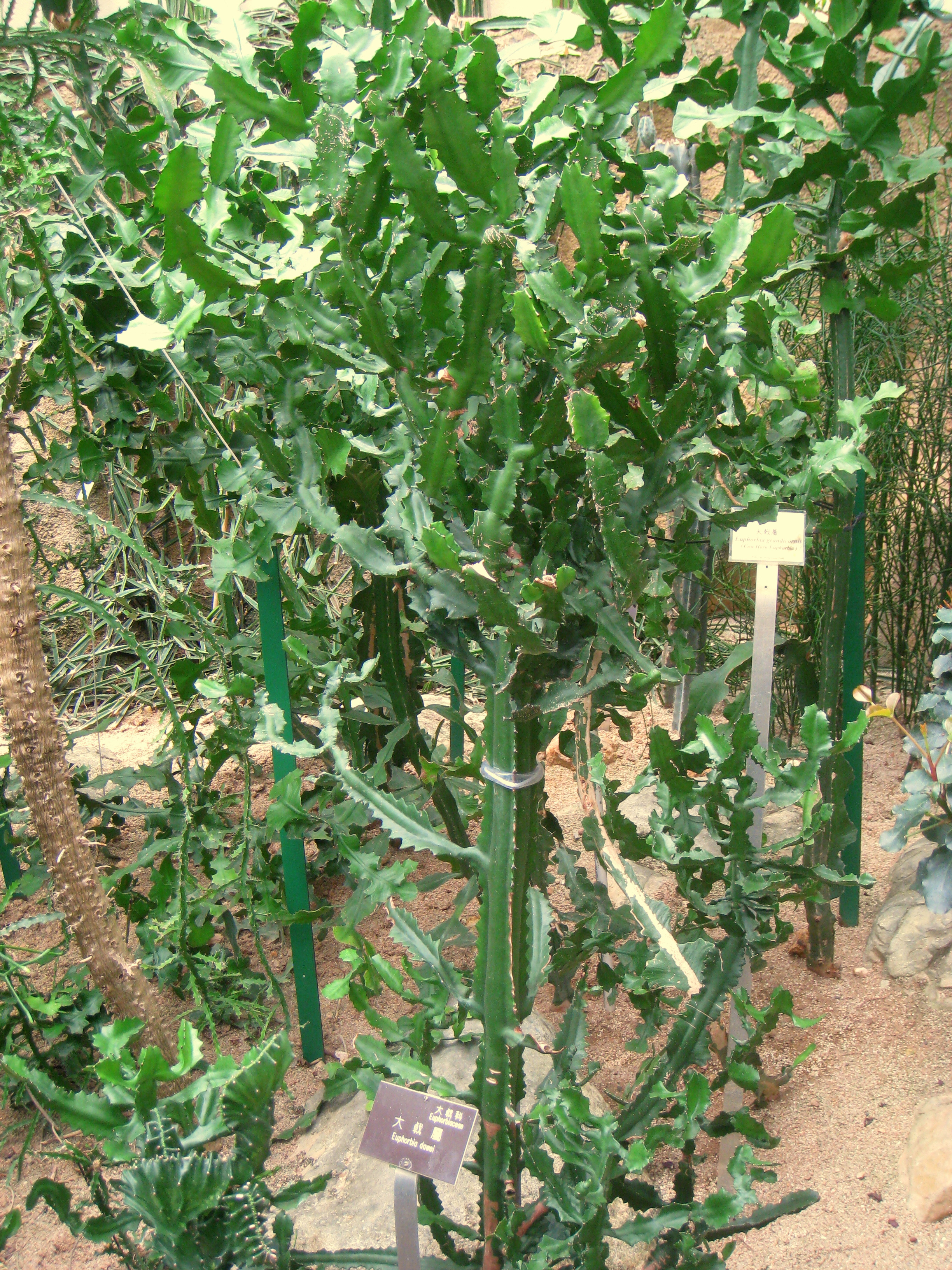
Vista de la planta

## Descripción
Es un árbol que alcanza un tamaño de 15 (-25) m de altura, con un tronco sencillo raramente ramificado, de 60 cm de diámetro, marcado con 4 (-5) filas verticales de espinas y la persistencia de las cicatrices resultantes de ramas caídas.

## Ecología
Se encuentra en los bosques de hoja caduca, a veces abiertos con pastizales, bosques xerófilos, en los barrancos; a una altitud de 800-1300 metros.
Es de fácil cultivo, pero sensible al frío.

## Taxonomía
Euphorbia dawei fue descrita por Nicholas Edward Brown y publicado en Flora of Tropical Africa 6(1): 583. 1912.
Etimología
Euphorbia: nombre genérico que deriva del médico griego del rey Juba II de Mauritania (52 a 50 a. C. - 23), Euphorbus, en su honor – o en alusión a su gran vientre –  ya que usaba médicamente Euphorbia resinifera. En 1753 Carlos Linneo asignó el nombre a todo el género.
dawei: epíteto otorgado en honor del forestal británico Morley T. Dawe (1880 - 1943) quien fue conservador del Jardín Botánico de Entebbe (Uganda) en los comienzas del siglo XX.